# Puchar Panamerykański w Piłce Siatkowej Mężczyzn 2015
Puchar Panamerykański w Piłce Siatkowej Mężczyzn 2015 – odbył się w Reno w Stanach Zjednoczonych w dniach 12–17 sierpnia 2015 roku. Była to dziesiąta edycja turnieju. Wzięło w nim udział 10 zespołów z dwóch konfederacji.

## System rozgrywek
X Puchar Panamerykański w Piłce Siatkowej Mężczyzn rozgrywany był według poniższego systemu
- W zawodach brało udział 10 zespołów.
- Zespoły zostały podzielone na trzy grupy, w grupach rozgrywki odbywają się systemem "każdy z każdym".
- Przy ustalaniu kolejności zespołów w tabeli decydują: punkty i liczba meczów wygranych, współczynnik punktowy (iloraz punktów zdobytych do straconych), współczynnik setowy (iloraz setów zdobytych do straconych).
- Drużyny z pierwszych miejsc w grupie automatycznie awansują do półfinału, drużyny z miejsc drugiego i trzeciego muszą rozegrać dodatkowy mecz o wejście do półfinału.

## Drużyny uczestniczące
| Grupa A                              | Grupa B                                      |
| ------------------------------------ | -------------------------------------------- |
| Brazylia Kanada Dominikana Portoryko | Argentyna Meksyk Stany Zjednoczone Wenezuela |

## Faza grupowa
awans do półfinału
     awans do ćwierćfinału
     mecze o miejsca 5-8

### Grupa A
Tabela
| Lp. | Drużyna    | Mecze | Mecze | Mecze | Pkt | Małe punkty | Małe punkty | Małe punkty | Sety | Sety | Sety  |
| Lp. | Drużyna    | M     | W     | P     | Pkt | zdob.       | str.        | ratio       | wyg. | prz. | ratio |
| --- | ---------- | ----- | ----- | ----- | --- | ----------- | ----------- | ----------- | ---- | ---- | ----- |
| 1   | Brazylia   | 3     | 3     | 0     | 15  | 225         | 179         | 1.257       | 9    | 0    | MAX   |
| 2   | Kanada     | 3     | 2     | 1     | 8   | 243         | 241         | 1.008       | 6    | 5    | 1.200 |
| 3   | Dominikana | 3     | 1     | 2     | 7   | 243         | 247         | 0.984       | 5    | 6    | 0.833 |
| 4   | Portoryko  | 3     | 0     | 3     | 0   | 181         | 225         | 0.804       | 0    | 9    | 0.000 |

Źródło: NORCECA
Punktacja: 3:0 – 5 pkt, 3:1 – 4 pkt, 3:2 – 3 pkt, 2:3 – 2 pkt, 1:3 – 1 pkt, 0:3 – 0 pkt
Zasady ustalania kolejności: 1. liczba zwycięstw, 2. liczba punktów, 3. stosunek małych punktów, 4. stosunek setów, 5. bilans w bezpośrednich meczach
Wyniki
| Data  | Godz. | Drużyna 1  | Wynik | Drużyna 2  | 1     | 2     | 3     | 4     | 5     | Widzów | * |
| ----- | ----- | ---------- | ----- | ---------- | ----- | ----- | ----- | ----- | ----- | ------ | - |
| 12.08 | 15:26 | Brazylia   | 3:0   | Dominikana | 25:19 | 25:21 | 25:22 |       |       | 150    |   |
| 12.08 | 17:27 | Kanada     | 3:0   | Portoryko  | 25:20 | 25:21 | 25:19 |       |       | 200    |   |
| 13.08 | 13:00 | Kanada     | 3:2   | Dominikana | 25:18 | 25:21 | 27:29 | 17:25 | 15:13 | 150    |   |
| 13.08 | 17:50 | Portoryko  | 0:3   | Brazylia   | 22:25 | 22:25 | 14:25 |       |       | 250    |   |
| 14.08 | 13:04 | Dominikana | 3:0   | Portoryko  | 25:22 | 25:22 | 25:19 |       |       | 50     |   |
| 14.08 | 17:15 | Brazylia   | 3:0   | Kanada     | 25:17 | 25:19 | 25:23 |       |       | 175    |   |

### Grupa B
Tabela
| Lp. | Drużyna           | Mecze | Mecze | Mecze | Pkt | Małe punkty | Małe punkty | Małe punkty | Sety | Sety | Sety  |
| Lp. | Drużyna           | M     | W     | P     | Pkt | zdob.       | str.        | ratio       | wyg. | prz. | ratio |
| --- | ----------------- | ----- | ----- | ----- | --- | ----------- | ----------- | ----------- | ---- | ---- | ----- |
| 1   | Argentyna         | 3     | 3     | 0     | 13  | 269         | 237         | 1.135       | 9    | 2    | 4.500 |
| 2   | Wenezuela         | 3     | 2     | 1     | 8   | 255         | 239         | 1.067       | 6    | 5    | 1.200 |
| 3   | Stany Zjednoczone | 3     | 1     | 2     | 7   | 261         | 269         | 0.970       | 5    | 6    | 0.833 |
| 4   | Meksyk            | 3     | 0     | 3     | 2   | 232         | 272         | 0.853       | 2    | 9    | 0.222 |

Źródło: NORCECA
Punktacja: 3:0 – 5 pkt, 3:1 – 4 pkt, 3:2 – 3 pkt, 2:3 – 2 pkt, 1:3 – 1 pkt, 0:3 – 0 pkt
Zasady ustalania kolejności: 1. liczba zwycięstw, 2. liczba punktów, 3. stosunek małych punktów, 4. stosunek setów, 5. bilans w bezpośrednich meczach
Wyniki
| Data  | Godz. | Drużyna 1         | Wynik | Drużyna 2 | 1     | 2     | 3     | 4     | 5 | Widzów | * |
| ----- | ----- | ----------------- | ----- | --------- | ----- | ----- | ----- | ----- | - | ------ | - |
| 12.08 | 13:06 | Argentyna         | 3:1   | Meksyk    | 25:22 | 25:18 | 20:25 | 25:15 |   | 150    |   |
| 12.08 | 19:29 | Stany Zjednoczone | 1:3   | Wenezuela | 25:20 | 21:25 | 23:25 | 18:25 |   | 250    |   |
| 13.08 | 15:53 | Wenezuela         | 0:3   | Argentyna | 23:25 | 21:25 | 21:25 |       |   | 250    |   |
| 13.08 | 19:45 | Stany Zjednoczone | 3:0   | Meksyk    | 30:28 | 25:22 | 27:25 |       |   | 375    |   |
| 14.08 | 15:04 | Meksyk            | 1:3   | Wenezuela | 15:25 | 25:20 | 20:25 | 17:25 |   | 95     |   |
| 14.08 | 19:10 | Stany Zjednoczone | 1:3   | Argentyna | 21:25 | 22:25 | 26:24 | 23:25 |   | 275    |   |

## Faza pucharowa

### Mecze o miejsca 1-8
|  |              |                   |              |    |           |           |           |           |    |           |       |       |       |
|  | Ćwierćfinały | Ćwierćfinały      | Ćwierćfinały |    |           | Półfinały | Półfinały | Półfinały |    |           | Finał | Finał | Finał |
|  | Ćwierćfinały | Ćwierćfinały      | Ćwierćfinały |    |           | Półfinały | Półfinały | Półfinały |    |           | Finał | Finał | Finał |
|  |              |                   |              |    |           |           |           |           |    |           |       |       |       |
|  |              |                   |              |    |           |           |           |           |    |           |       |       |       |
|  |              |                   |              | B1 | Argentyna | 3         |           |           |    |           |       |       |       |
|  |              |                   |              | B1 | Argentyna | 3         |           |           |    |           |       |       |       |
|  | A2           | Kanada            | 3            |    |           | A2        | Kanada    | 1         |    |           |       |       |       |
|  | A2           | Kanada            | 3            |    |           | A2        | Kanada    | 1         |    |           |       |       |       |
|  | B3           | Stany Zjednoczone | 2            |    |           |           |           |           | B1 | Argentyna | 1     |       |       |
|  | B3           | Stany Zjednoczone | 2            |    |           |           |           |           | B1 | Argentyna | 1     |       |       |
|  |              |                   |              |    |           | A1        | Brazylia  | 3         |    |           |       |       |       |
|  |              |                   |              |    |           | A1        | Brazylia  | 3         |    |           |       |       |       |
|  |              |                   |              | A1 | Brazylia  | 3         |           |           |    |           |       |       |       |
|  |              |                   |              | A1 | Brazylia  | 3         |           |           |    |           |       |       |       |
|  | B2           | Wenezuela         | 3            |    |           | B2        | Wenezuela | 0         |    |           |       |       |       |
|  | B2           | Wenezuela         | 3            |    |           | B2        | Wenezuela | 0         |    |           |       |       |       |
|  | A3           | Dominikana        | 0            |    |           |           |           |           |    |           |       |       |       |
|  | A3           | Dominikana        | 0            |    |           |           |           |           |    |           |       |       |       |

### Mecze o miejsca 5-8
| Data  | Godz. | Drużyna 1 | Wynik | Drużyna 2         | 1     | 2     | 3     | 4     | 5    | Widzów | * |
| ----- | ----- | --------- | ----- | ----------------- | ----- | ----- | ----- | ----- | ---- | ------ | - |
| 16.08 | 13:00 | Meksyk    | 3:0   | Dominikana        | 25:16 | 25:19 | 25:23 |       |      | 180    |   |
| 16.08 | 15:00 | Portoryko | 2:3   | Stany Zjednoczone | 21:25 | 15:25 | 25:22 | 30:28 | 9:15 | 400    |   |

### Mecz o 7. miejsce
| Data  | Godz. | Drużyna 1  | Wynik | Drużyna 2 | 1     | 2     | 3     | 4     | 5     | Widzów | * |
| ----- | ----- | ---------- | ----- | --------- | ----- | ----- | ----- | ----- | ----- | ------ | - |
| 17.08 | 13:00 | Dominikana | 2:3   | Portoryko | 25:17 | 25:22 | 17:25 | 23:25 | 11:15 | 100    |   |

### Mecz o 5. miejsce
| Data  | Godz. | Drużyna 1 | Wynik | Drużyna 2         | 1     | 2     | 3     | 4 | 5 | Widzów | * |
| ----- | ----- | --------- | ----- | ----------------- | ----- | ----- | ----- | - | - | ------ | - |
| 17.08 | 15:40 | Meksyk    | 3:0   | Stany Zjednoczone | 25:23 | 25:20 | 25:23 |   |   | 225    |   |

### Ćwierćfinały
| Data  | Godz. | Drużyna 1 | Wynik | Drużyna 2         | 1     | 2     | 3     | 4     | 5     | Widzów | * |
| ----- | ----- | --------- | ----- | ----------------- | ----- | ----- | ----- | ----- | ----- | ------ | - |
| 15.08 | 17:00 | Wenezuela | 3:0   | Dominikana        | 25:23 | 25:17 | 25:20 |       |       | 172    |   |
| 15.08 | 19:00 | Kanada    | 3:2   | Stany Zjednoczone | 27:29 | 25:18 | 25:21 | 20:25 | 19:17 | 500    |   |

### Półfinały
| Data  | Godz. | Drużyna 1 | Wynik | Drużyna 2 | 1     | 2     | 3     | 4     | 5 | Widzów | * |
| ----- | ----- | --------- | ----- | --------- | ----- | ----- | ----- | ----- | - | ------ | - |
| 16.08 | 17:43 | Argentyna | 3:1   | Kanada    | 25:19 | 25:22 | 23:25 | 25:21 |   | 200    |   |
| 16.08 | 20:11 | Brazylia  | 3:0   | Wenezuela | 28:26 | 25:18 | 25:20 |       |   | 150    |   |

### Mecz o 3. miejsce
| Data  | Godz. | Drużyna 1 | Wynik | Drużyna 2 | 1     | 2     | 3     | 4     | 5     | Widzów | * |
| ----- | ----- | --------- | ----- | --------- | ----- | ----- | ----- | ----- | ----- | ------ | - |
| 17.08 | 17:29 | Kanada    | 2:3   | Wenezuela | 22:25 | 25:18 | 23:25 | 25:17 | 17:19 | 200    |   |

### Finał
| Data  | Godz. | Drużyna 1 | Wynik | Drużyna 2 | 1     | 2     | 3     | 4     | 5 | Widzów | * |
| ----- | ----- | --------- | ----- | --------- | ----- | ----- | ----- | ----- | - | ------ | - |
| 17.08 | 20:08 | Argentyna | 1:3   | Brazylia  | 25:22 | 33:35 | 17:25 | 21:25 |   | 350    |   |

## Nagrody indywidualne
| MVP        | Najlepszy punktujący | Najlepszy atakujący | Najlepsi środkowi            | Najlepszy zagrywający | Najlepszy rozgrywający | Najlepiej atakujący | Najlepsi skrzydłowi        | Najlepszy blokujący | Najlepszy libero | Najlepszy broniący | Najlepszy przyjmujący   |
| ---------- | -------------------- | ------------------- | ---------------------------- | --------------------- | ---------------------- | ------------------- | -------------------------- | ------------------- | ---------------- | ------------------ | ----------------------- |
| Alan Souza | Luis David Adames    | Casey Schouten      | Flávio Gualberto Mario Frias | Casey Schouten        | Demián González        | Stephen Maar        | Stephen Maar Willner Rivas | Flávio Gualberto    | Jesús Rangel     | Facundo Santucci   | Rogério Calvarlho Filho |

## Klasyfikacja końcowa
| Miejsce | Reprezentacja     |
| ------- | ----------------- |
| złoto   | Brazylia          |
| srebro  | Argentyna         |
| brąz    | Wenezuela         |
| 4       | Kanada            |
| 5       | Meksyk            |
| 6       | Stany Zjednoczone |
| 7       | Portoryko         |
| 8       | Dominikana        |